# The Iron Dream
O Sonho de Ferro (no original The Iron Dream) é um romance de história alternativa e ficção científica escrito por Norman Spinrad.
O livro começa descrevendo um mundo onde Adolf Hitler emigrou jovem para os Estados Unidos, tornando-se artista de rua, ilustrador e posteriormente escritor. Sua obra mais conhecida, O Senhor da Suástica, é uma espécie de mistura de O Senhor dos Anéis, Conan, o bárbaro e Mein Kampf, fazendo enorme sucesso em meio a um mundo onde a União Soviética tornou-se a grande potência e apenas Estados Unidos e Japão, entre as grandes potências, conseguem lhe oferecer alguma resistência no cenário político-econômico mundial.
A grande maioria do livro, no entanto, mostra não o contexto histórico fictício descrito por Norman Spinrad, mas sim o livro escrito pelo Hitler fictício, onde o herói, Feric Jaggar, lidera os últimos humanos do planeta contra um mundo de mutantes e alienígenas, em especial os 'zinds', uma mistura de judeus e soviéticos.